# 池田親興
池田 親興（いけだ ちかふさ、1959年5月17日 - ）は、宮崎県宮崎市出身の元プロ野球選手（投手、右投右打）、野球解説者、野球評論家、YouTuber。
愛称はチカドン、チカ、チカさん。

## 来歴・人物
高鍋高等学校入学時より野球を始める。
1976年、2年生の時にエースとして夏の甲子園県予選準決勝に進出するが、日南高に敗退。翌年も県予選で敗れ、甲子園には出場できなかった。
1977年のドラフト会議では阪神タイガースに4位指名されるが、進学を理由に入団拒否し、スポーツ推薦入学で法政大学に進学。2年上に住友一哉、2年下に和田護（日産自動車）と好投手がおり、東京六大学野球リーグでは4年次の秋季リーグで2勝するにとどまった。大学同期には川端順投手や中葉伸二郎らが、1年下に木戸克彦や西田真二らがいた。
卒業後日産自動車に入社。
1982年の都市対抗に出場し、準決勝に進出するが、石井毅を擁する住友金属に敗退。
1983年の同大会では法大同期の川端が所属する東芝に補強選手として加入し、東芝の優勝に貢献する。同年はロサンゼルスオリンピック予選日本代表に選出され、代表決定戦で台湾の郭泰源と投げ合うが9回裏サヨナラ負けした。1983年のドラフト会議で改めて阪神から2位指名され入団。契約金6000万円、年俸480万円。担当スカウト田丸仁。
1984年、ルーキーながら開幕の4月6日対巨人戦（後楽園球場）のリリーフでプロ初登板を果たし、1年目から先発ローテーションに入り、シーズン終盤までに9勝をマークした。10月5日、2桁勝利をかけて中日ドラゴンズとの最終戦（阪神甲子園球場）に先発したが、掛布雅之と中日の宇野勝が本塁打争いをしていたため、チーム方針で宇野との勝負を避けることになり、苦しいピッチングを強いられた（4度四球を与え、2度は得点になっている）。2-2の7回裏に阪神が4点を勝ち越して、勝利投手の権利を得たままマウンドを降りたが、後続が打たれて2ケタ勝利を逃した。
1985年は2年目ながらに開幕投手に指名された（雨天中止のため翌日にスライド登板した）。対中日戦でバントの際に平沼定晴のシュートで指を骨折したため2度の二軍落ちを経験するも、前年同様9勝を挙げてチームの優勝と日本一に貢献し、チームの日本人エースとして1985年の日本シリーズでも初戦に先発し、シリーズ初登板で完封勝利を飾った。日本シリーズでは試合後に「今日に限って言えば（セ・リーグ最下位の）ヤクルトの方が怖かった」と発言したが、後の近鉄バファローズの加藤哲郎のような形で取り上げられることはなかった。
1986年も前年同様開幕投手を任されるなど春先は好調だったものの、5月27日対巨人戦で一塁ベースカバーの際に松本匡史に足を踏まれて踵を骨折する怪我でシーズンの大半を棒に振った。
1987年は、5月6日のヤクルト戦でボブ・ホーナーに3打数連続ホームランを打たれるなど絶不調であった。
1988年は負け越しながらも何とか先発ローテーションを守った。
1989年、1990年はどちらも2勝に終わる。
1991年に日産からの同僚・大野久等と共に、4対5の大型トレードで福岡ダイエーホークスに移籍。
ダイエー移籍後は、開幕から先発ローテーションに加わったものの、チーム事情でシーズン途中にリリーフに転向し、ストッパーとして2年連続2桁セーブを記録するなど活躍した。
1993年監督が田淵幸一から根本陸夫に変わってから起用方も変わり成績が低迷。
1994年オフにダイエーを自由契約となる。
1995年ヤクルトに移籍。同年、ヤクルトは日本一に輝いたが、右肘を痛め戦線離脱したため貢献することは出来ず。同年オフに現役引退(尚現役最後の敗戦投手は甲子園球場での対阪神9回戦での記録であった)。
1996年はダイエー球団に戻り、球団職員としてスカウトを務めた。
1997年からは島田誠の後任としてフジテレビ及びテレビ西日本（TNC）の野球解説者に就任し、西日本スポーツの野球評論家を務める。
2017年からはFOXスポーツ&エンターテイメント(2020年よりスポーツライブ+)で放送されるソフトバンク球団制作中継にも解説者として出演している。
2020年5月1日よりYouTubeで自身の番組「ちかチャンネル」を開設した。テレビ西日本公認のチャンネルである。同年10月より若菜嘉晴を迎え入れ、両者でホークスの解説役として出演している。

## エピソード
- 阪神での若手時代は、長めの髪（マッチカット）と風貌から「球界のマッチ」と呼ばれて人気が高く、在阪マスコミを中心に露出も多かった。
- 岡田彰布とサンガリアのCMにも出演していた。

## 詳細情報

### 年度別投手成績
| 年 度      | 球 団      | 登 板 | 先 発 | 完 投 | 完 封 | 無 四 球 | 勝 利 | 敗 戦 | セ 丨 ブ | ホ 丨 ル ド | 勝 率 | 打 者 | 投 球 回 | 被 安 打 | 被 本 塁 打 | 与 四 球 | 敬 遠 | 与 死 球 | 奪 三 振 | 暴 投 | ボ 丨 ク | 失 点 | 自 責 点 | 防 御 率 | W H I P |
| ---------- | ---------- | ----- | ----- | ----- | ----- | -------- | ----- | ----- | -------- | ----------- | ----- | ----- | -------- | -------- | ----------- | -------- | ----- | -------- | -------- | ----- | -------- | ----- | -------- | -------- | ------- |
| 1984       | 阪神       | 29    | 20    | 4     | 2     | 0        | 9     | 8     | 0        | --          | .529  | 644   | 152.1    | 142      | 16          | 73       | 3     | 5        | 96       | 3     | 0        | 78    | 66       | 3.90     | 1.41    |
| 1985       | 阪神       | 32    | 23    | 3     | 1     | 0        | 9     | 6     | 0        | --          | .600  | 668   | 151.2    | 153      | 18          | 69       | 4     | 5        | 82       | 2     | 0        | 79    | 75       | 4.45     | 1.46    |
| 1986       | 阪神       | 11    | 10    | 4     | 1     | 0        | 4     | 4     | 0        | --          | .500  | 293   | 68.0     | 72       | 6           | 25       | 1     | 1        | 47       | 2     | 0        | 32    | 24       | 3.18     | 1.43    |
| 1987       | 阪神       | 28    | 24    | 1     | 0     | 1        | 5     | 13    | 0        | --          | .278  | 574   | 124.0    | 167      | 19          | 46       | 6     | 2        | 75       | 1     | 0        | 96    | 84       | 6.10     | 1.72    |
| 1988       | 阪神       | 28    | 24    | 6     | 1     | 0        | 7     | 10    | 0        | --          | .412  | 615   | 139.0    | 152      | 16          | 61       | 2     | 3        | 71       | 3     | 2        | 71    | 62       | 4.01     | 1.53    |
| 1989       | 阪神       | 14    | 13    | 2     | 0     | 0        | 2     | 8     | 0        | --          | .200  | 279   | 61.2     | 77       | 8           | 24       | 1     | 3        | 48       | 2     | 0        | 46    | 46       | 6.71     | 1.64    |
| 1990       | 阪神       | 15    | 13    | 1     | 0     | 0        | 2     | 7     | 0        | --          | .222  | 321   | 73.0     | 69       | 3           | 36       | 2     | 4        | 46       | 2     | 0        | 40    | 33       | 4.07     | 1.44    |
| 1991       | ダイエー   | 38    | 3     | 1     | 0     | 0        | 6     | 4     | 13       | --          | .600  | 364   | 83.2     | 81       | 6           | 39       | 7     | 1        | 49       | 1     | 0        | 36    | 34       | 3.66     | 1.43    |
| 1992       | ダイエー   | 34    | 1     | 0     | 0     | 0        | 8     | 4     | 14       | --          | .667  | 256   | 59.1     | 61       | 7           | 27       | 5     | 2        | 25       | 2     | 1        | 28    | 27       | 4.10     | 1.48    |
| 1993       | ダイエー   | 31    | 0     | 0     | 0     | 0        | 1     | 4     | 3        | --          | .200  | 182   | 40.0     | 49       | 4           | 17       | 0     | 3        | 15       | 2     | 0        | 27    | 25       | 5.63     | 1.65    |
| 1994       | ダイエー   | 4     | 0     | 0     | 0     | 0        | 0     | 0     | 0        | --          | ----  | 18    | 3.0      | 8        | 2           | 1        | 0     | 0        | 2        | 0     | 0        | 8     | 7        | 21.00    | 3.00    |
| 1995       | ヤクルト   | 13    | 0     | 0     | 0     | 0        | 0     | 1     | 0        | --          | .000  | 74    | 15.0     | 19       | 2           | 8        | 0     | 1        | 14       | 1     | 0        | 13    | 11       | 6.60     | 1.80    |
| 通算：12年 | 通算：12年 | 277   | 131   | 22    | 5     | 1        | 53    | 69    | 30       | --          | .434  | 4288  | 970.2    | 1050     | 107         | 426      | 31    | 30       | 570      | 21    | 3        | 554   | 494      | 4.58     | 1.52    |

### 記録
投手記録
- 初登板：1984年4月6日、対読売ジャイアンツ1回戦（後楽園球場）、8回裏1死から3番手で救援登板、0/3回無失点[8]
- 初先発登板・初勝利・初先発勝利：1984年4月12日、対横浜大洋ホエールズ3回戦（阪神甲子園球場）、8回1/3を3失点
- 初完投勝利：1984年5月11日、対読売ジャイアンツ7回戦（阪神甲子園球場）、9回1失点
- 初完封：1984年7月27日、対広島東洋カープ17回戦（阪神甲子園球場）
- 初セーブ　1991年5月22日、対日本ハムファイターズ7回戦（東京ドーム）、7回裏から2番手で救援登板・完了、3回無失点

打撃記録
- 初安打・初本塁打：1984年5月11日、対読売ジャイアンツ7回戦（阪神甲子園球場）、5回裏に定岡正二からソロ

### 背番号
- 18 （1984年 - 1990年）
- 21 （1991年 - 1994年）
- 28 （1995年）

## 関連情報

### 出演番組
- 野球道 (フジテレビ系列)（主としてテレビ西日本制作のホークス戦『HAWKS BASEBALL LIVE』を中心に出演。以前はフジテレビ制作の在京セ・リーグ球団（主に対読売ジャイアンツ戦の全国中継を含むヤクルトスワローズ・横浜ベイスターズ主催）の試合中継を担当したこともある。また、達川光男が監督・コーチとして現場に復帰して解説者が不在となった時期[17]のテレビ新広島制作中継にも広島対阪神戦を中心に出演していた他、達川の復帰時には交流戦の対ホークス戦にも出演したことがある。2023年6月1日の広島主催ではテレビ西日本の別制作分に達川とともに出演した）[18]。
- HAWKS プロ野球中継（スポーツライブ+）
- すぽると!（フジテレビ）
- CSプロ野球ニュース（フジテレビONE。代打として司会を務めることもある）
- SWALLOWS BASEBALL L!VE（フジテレビONE、1年だがヤクルト在籍。対ホークス戦が主だが、タイガース戦を担当することも多い）
- とべとべHawks→DO!すぽ（テレビ西日本）
- 土曜NEWSファイル CUBE→福岡NEWSファイル CUBE（テレビ西日本）
- 植草貞夫のゴルフ交遊録（サンテレビ）
- 池田親興のまんてんサンデー（RKBラジオ）